# Рожає
Рожає (чорн. Рожаје/Rožaje) — місто в Чорногорії, адміністративний центр муніципалітету. Населення — 9121 (2003).
| Чорногорія | Це незавершена стаття з географії Чорногорії. Ви можете допомогти проєкту, виправивши або дописавши її. |